# Ryfors
Ryfors este o arie protejată (arie specială de conservare — SAC, sit de importanță comunitară — SCI) din Suedia întinsă pe o suprafață de 34,8 ha, integral pe uscat.

## Localizare
Centrul sitului Ryfors este situat la coordonatele 57°54′03″N 13°50′02″E / 57.9009°N 13.8339°E.

## Înființare
Situl Ryfors a fost declarat sit de importanță comunitară în decembrie 1995 pentru a proteja un număr necunoscut de specii din flora spontană și fauna sălbatică aflate în arealul zonei. Situl a fost protejat și ca arie specială de conservare în martie 2011.

## Biodiversitate
Situată în ecoregiunea boreală, aria protejată conține 2 habitate naturale: Taiga vestică, Mlaștini împădurite.
La baza desemnării sitului se află un număr nedeclarat de specii protejate.